# 约翰·列侬和平纪念碑
53°23′48″N 2°59′27.45″W / 53.39667°N 2.9909583°W
约翰·列侬和平纪念碑位于英国利物浦，这是一座纪念约翰·列侬的和平纪念碑。

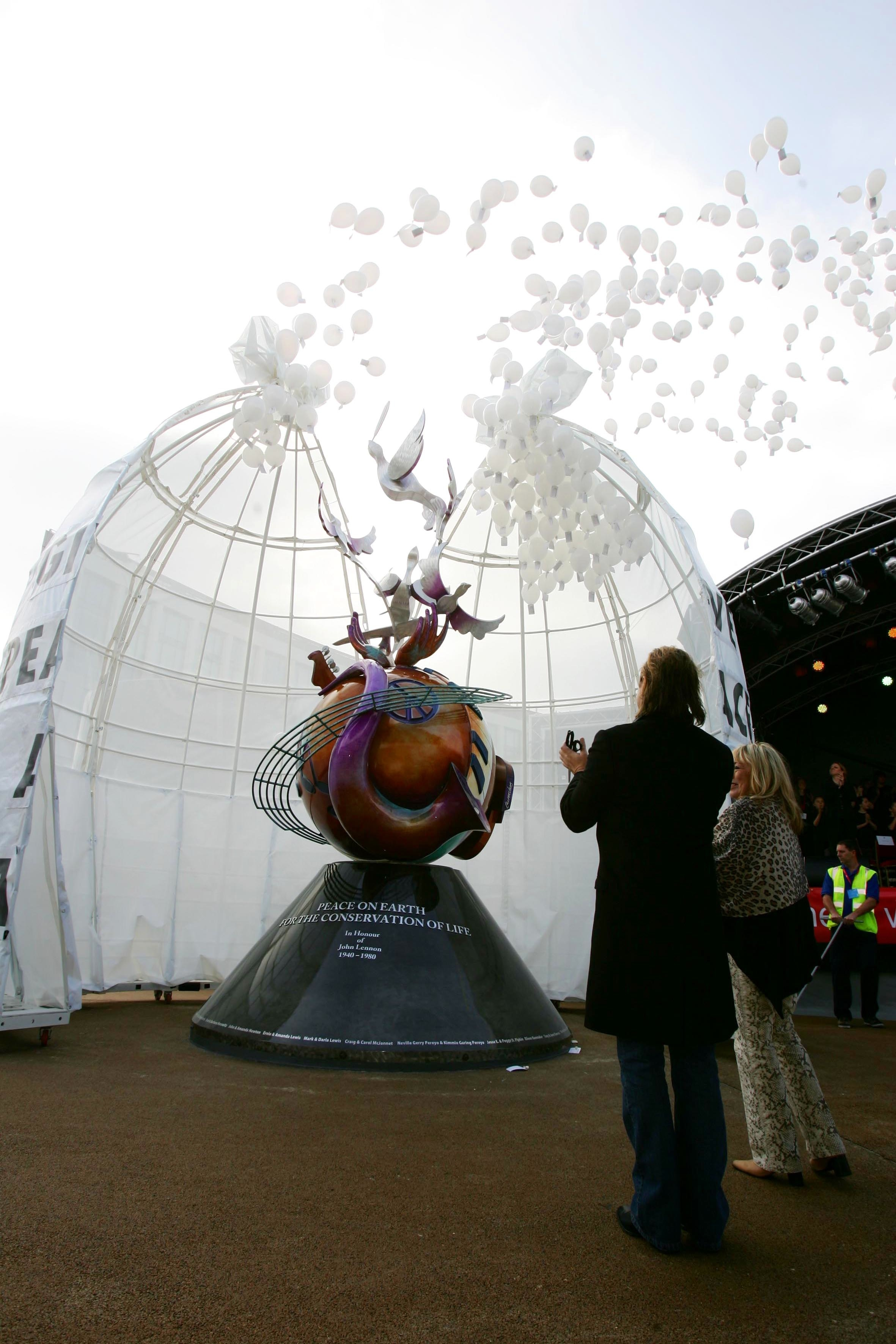
约翰·列侬配平纪念碑揭幕仪式

它也被称为欧洲和平纪念碑，并于2010年10月9日在利物浦查韦斯公园由约翰·列侬的儿子朱利安·列侬和前妻辛西娅·列侬揭幕，当天是约翰·列侬诞辰70周年。现在，纪念碑位于利物浦国王码头，临近ACC利物浦展览馆。